# Lottie Briscoe
Lottie Briscoe (19 de abril de 1883 – 21 de março de 1950) foi uma atriz de teatro e de cinema estadunidense da era muda que atuou em mais de 90 filmes entre 1911 e 1918. Ela começou sua carreira atuando no teatro, aos 4 anos de idade, e na idade adulta, atuou no cinema, a grande maioria das vezes em curta-metragens. Tornou-se conhecida, principalmente, pela sua atuação na Lubin Manufacturing Company, co-estrelando com Arthur V. Johnson.

## Biografia
Lottie Briscoe nasceu em St.Louis, Missouri, filha de Mr. e Mrs. T. D. Briscoe, em (19 de abril de 1883 Seus pais tinham algum envolvimento com teatro, e uma de suas irmãs, Olive Helen Briscoe, teve uma longa carreira em vaudevillecomo cantora e comediante. Na época de sua morte, o The New York Times informou que Briscoe tinha 79 anos, o que é improvável, pois está bem documentado que estava ativa como uma criança-atriz até 1895. Uma possível explicação pode encontrar-se com a confusão envolvendo o marido frágil de Briscoe, Harry Mountford, que na época tinha 79 e não tinha muito tempo de vida.

## Teatro

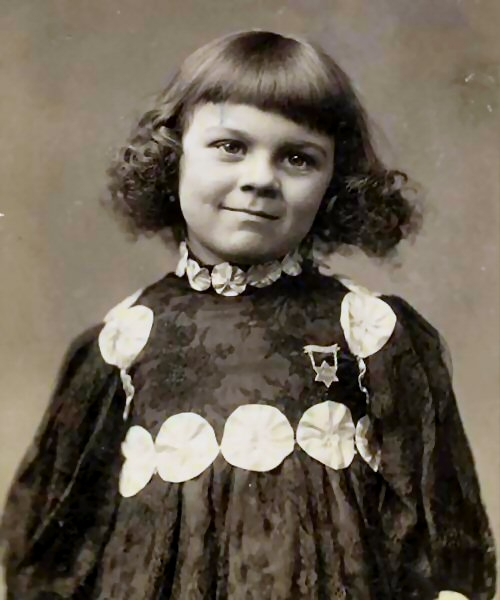
Little Lottie Briscoe
The New York Public Library Digital Gallery

Briscoe iniciou no teatro aos 4 anos de idade, e aos 9 anos estava atuando em uma tournée, como Editha, na adaptação feita por Gus Thomas da história infantil de Frances Hodgson Burnett, Editha’s Burglar. Três anos depois, em junho de 1895, ela filiou-se ao Fifth Avenue Theatre, em Nova Iorque, para fazer Julian Esmond no melodrama de Russ Whytal, For Fair Virginia, embora fosse substituída depois de apenas duas noites, quando a prefeitura determinou que o tempo estava quente demais para uma criança de “16 anos” trabalhar. Briscoe eventualmente retornou à For Fair Virginia para fazer Julian Esmond através de uma tournée em 1897. Em outubro de 1897 Briscoe voltou ao Fifth Avenue Theatre com a companhia de Richard Mansfield, como Essie na estreia estadunidense da peça de George Bernard Shaw The Devil’s Disciple. Em 1899 ela fez uma tournée com Walter E. Perkins interpretando Gertie em uma farsa intitulada My Friend from India, de Henry A. Du Souchet.
Nos anos 1900-1901 Briscoe interpretou o papel do menino doente Claude em uma tournée com Two Little Vagrants, uma adaptação feita por Charles Klein para o melodrama de Pierre Decourcelle, Les Deux Gosses. Na temporada seguinte, começou uma longa tournée interpretando Asa, ao lado de Paul Gilmore em Lost River, anunciado como um melodrama de Joseph Arthur. Em 1905 Briscoe fez uma tournée com o drama military de Harry McRae Webster, Lieutenant Dick, U. S. A, interpretando Machita. Em algum ponto em torno dessa época Briscoe e Webster se casaram.

## Filmes

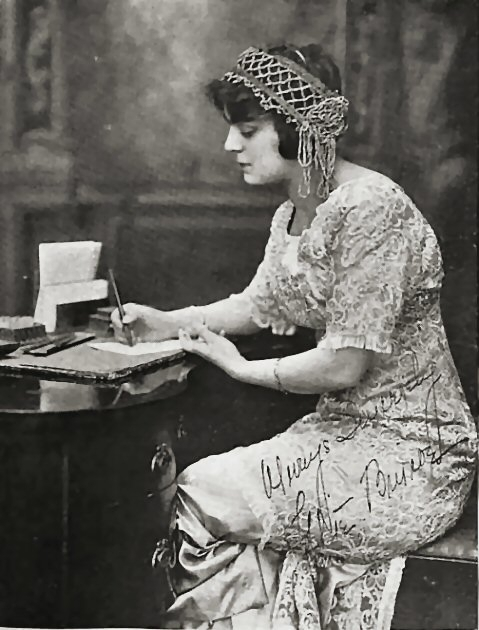
Lottie Briscoe em The Beloved Adventurer, 1914

Por volta de 1909 Briscoe, junto com o marido Harry McRae Webster,juntou-se à incipiente Essanay Studios, em Chicago. Pelo menos dois filmes desse período, a partir de janeiro de 1911, são sabidos existirem atualmente, The Sophomore’s Romance e A Sin Unpardonable. Em junho de 1911, Briscoe interpretou Zenia no filme da Essanay His Friend's Wife, notabilizado por ser a estreia de Francis X. Bushman. Seu período de sucesso foi com a Lubin Manufacturing Company em filmes curtos em que atuava com o ator-diretor Arthur V. Johnson. Seu projeto mais ambicioso juntos durante esse período foi, provavelmente, The Beloved Adventurer, em 1914, um seriado em 15 capítulos escrito por Emmett Campbell Hall.  Quando Johnson morreu em janeiro de 1916, logo após o lançamento de seu mais recente filme, a história de Maie B. Hovey The Last Rose, Briscoe deixou o cinema e não retornou até 1918, quando retornou brevemente para interpretar Gertie Farish em The House of Mirth (1918).

## Últimos anos
Em 1919 Briscoe começou uma longa tournée em vaudeville interpretando o papel-título em uma comédia de George Kelly intitulada Mrs. Wellington's Surprise. Em 19 de outubro ela estava em um grupo de celebridades que se apresentaram no Manhattan Opera House em um benefício em nome da Chelsea Memorial Association, para angariação de fundos para o Chelsea Parque Memorial em Manhattan. Foi um dentre uma série de memoriais erguidos na cidade durante esse período, homenageando os moradores locais, que deram suas vidas durante a Primeira Guerra Mundial. Em fevereiro de 1922, Briscoe assinou contrato para um papel ao lado de William Faversham em The Squaw Man.
Em um futuro não muito distante, problemas graves de saúde não deixariam Briscoe sair de casa para o resto de sua vida.
Harry McRae Webster tornou-se um diretor de cinema, mas foi processado no início da década de 1920 por um estúdio de cinema sobre o uso não autorizado de nudez em um de seus filmes. O Segundo marido de Briscoe, Harry Mountford, foi um secretário executive da associação de atores White Rats.
Briscoe morreu em 21 de março de 1950, em Nova Iorque, e seu marido três meses depois, em 5 de junho daquele ano. Ambos foram cremados no Fresh Pond Crematory em Long Island, Queens.

## Filmografia parcial
- The Sophomore's Romance (1911)
- His Friend's Wife (1911)
- The Lie (1912)
- A Husband's Awakening (1912)
- Her Husband's Wife (1913)
- The Beloved Adventurer (1914)
- Mother of Pearl (1915)
- The Last Rose (1915)
- The House of Mirth (1918)